# Deep Purple Extended Versions Vol.2
Deep Purple Extended Versions Vol.2 – album koncertowy brytyjskiego zespołu hardrockowego Deep Purple zarejestrowany w Australii i Hongkongu w roku 2001 i prezentujący utwory z linii Mk IIa oraz Mk IIb, z wyjątkiem utworu "Hush" (Joe South) – pochodzącego z pierwszej płyty zespołu – Shades of Deep Purple z roku 1968.

## Lista utworów
| 1.  | "Woman from Tokyo" (Who Do We Think We Are)      | 6:14    |
|     |                                                  |         |
| 2.  | "Lazy" (Machine Head)                            | 6:13    |
|     |                                                  |         |
| 3.  | "No One Came" (Fireball)                         | 5:40    |
|     |                                                  |         |
| 4.  | "Black Night" (z singla Black Night)             | 6:46    |
|     |                                                  |         |
| 5.  | "When a Blind Man Cries" (z singla Never Before) | 7:35    |
|     |                                                  |         |
| 6.  | "Smoke on the Water" (Machine Head)              | 10:09   |
|     |                                                  |         |
| 7.  | "Perfect Strangers" (Perfect Strangers)          | 8:41    |
|     |                                                  |         |
| 8.  | "Fools" (Fireball)                               | 10:34   |
|     |                                                  |         |
| 9.  | "Hush" (Shades of Deep Purple)                   | 4:32    |
|     |                                                  |         |
| 10. | "Highway Star (Machine Head)                     | 7:33    |
|     |                                                  |         |
|     |                                                  | 1:13:57 |
|     |                                                  |         |

## Wykonawcy
- Ian Paice – perkusja
- Roger Glover – gitara basowa
- Ian Gillan – śpiew
- Jon Lord – instrumenty klawiszowe
- Steve Morse – gitara

### Dalsi wykonawcy
- Natalie Miller – śpiew towarzyszący
- Paul Williamson – saksofon